# Själlandsbjörnbär
Själlandsbjörnbär (Rubus selandiae) är en rosväxtart som beskrevs av K.Lind och A.Pedersen. Enligt Catalogue of Life ingår Själlandsbjörnbär i släktet rubusar och familjen rosväxter, men enligt Dyntaxa är tillhörigheten istället släktet rubusar och familjen rosväxter. Arten har ej påträffats i Sverige. Inga underarter finns listade i Catalogue of Life.